# Котофредка
Котофредка, або «Какоміцл» чи «Какоміцлі» (лат. Bassariscus) — рід ссавців родини Ракунові (Procyonidae). У роду є два види: Котофредка смугастий (Bassariscus astutus) і Какоміцл (Bassariscus sumichrasti). Генетичні дослідження показали, що найближчі родичі какоміцлів — ракуни (Procyon).
Рід описав Елліот Куес 1887 року.

## Систематика
У працях поч. 20 ст. (Hollister, 1915) рід розглядали як монотипову родину Bassariscidae.
Тепер рід розглядають в межах родини ракунових, і в його складі розрізняють два види:
- Котофредка смугастий (Bassariscus astutus) — 14 підвидів
- Какоміцл (Bassariscus sumichrasti) — 5 підвидів

## Тварини в культурі
В 2013 році північноамериканським ім'ям тварин (Ringtail) було названо один з випусків популярного Linux-дистрибутиву Ubuntu — Ubuntu 13.04 «Raring Ringtail» (укр. Нетерплячий какоміцлі).